# Воронцово (Якутия)
Воронцово (якут.  ) — опустевшее село в Аллаиховском улусе Якутии России. Входит в состав Юкагирского наслега.

## География
Село расположено на северо-востоке республики, за Северным полярным кругом, в низовьях реки Индигирка. 
Географическое положение
Расстояние до 
улусного центра — села Чокурдах — 180 км, 
центра наслега — с. Оленегорск — 40 км. 

## История
Согласно Закону Республики Саха (Якутия) от 30 ноября 2004 года N 173-З N 353-III село вошло в образованное муниципальное образование Юкагирский наслег.

## Население
| 2002 | 2010 | 2021 |
| ---- | ---- | ---- |
| 0    | →0   | →0   |

## Инфраструктура
Метео станция